# Theodosia
Theodosia – wieś w Stanach Zjednoczonych, w stanie Missouri, w hrabstwie Ozark.